# Dreamer (Soraya Arnelas)
Dreamer è il quinto album in studio della cantante spagnola Soraya Arnelas, pubblicato nel 2010.

## Tracce
1. Dreamer (Paul Brandoli) – 3:30
2. Failing Me (Runaway) (Steve Robson, Lucie Silvas) – 3:13
3. Give You Up (Lisa Rose, Juan Magan) – 3:09
4. Ticking All the Boxes (Sam McCarthy) – 3:40
5. I Got You (Dionisio Gómez Verdú) – 3:33
6. You've Got the Music (Jordi Garrido, Iván Torrent) – 3:43
7. Electric Girl (Serhat Bedük) – 3:03
8. Twilight (Hanne Sørvaag) – 3:57
9. Live Your Dreams (feat. Antoine Clamaran) (Duane Harden, Antoine Clamaran) – 3:21
10. In My Blood (Thomas J. Heyerdahl) – 3:08
11. Close to Me (Ángel David López Álvarez) – 7:11